# Armorial des communes de l'Ardèche
Cette page donne les armoiries (figures et blasonnements) des communes de l'Ardèche. 

(0 dessin(s) en attente.)
- Haut – A
- B
- C
- D
- E
- F
- G
- H
- I
- J
- K
- L
- M
- N
- O
- P
- Q
- R
- S
- T
- U
- V
- W
- X
- Y
- Z

## A
| Blason de Alba-la-Romaine | Blason  | 1. D'argent à la tour d'azur. 2. De gueules à la croix d'argent.    |
| Blason de Alba-la-Romaine | Détails | Deux écus accolés. Le statut officiel du blason reste à déterminer. |

| Blason de Alboussière | Blason  | Parti : au 1er d'azur au bélier saillant d'argent, au 2e fascé d'or et de sinople. |
| Blason de Alboussière | Détails | Le statut officiel du blason reste à déterminer.                                   |

| Blason de Annonay | Blason  | Échiqueté d'or et de gueules de quatre tires. Devise / CriCives et semper cives. |
| Blason de Annonay | Détails | Le statut officiel du blason reste à déterminer.                                 |

| Blason de Arcens | Blason  | D'argent à l'arbre au naturel, à la bande de gueules chargée de l'inscription « ARCENS » d'or. |
| Blason de Arcens | Détails | Adopté.                                                                                        |

| Blason de Aubenas | Blason  | Écartelé : au 1er de gueules à la balance d'or, au 2e d'argent à l'arbre de sinople, au 3e d'argent au lion de gueules, au 4e de gueules à la tour d'or, le tout enfermé dans une bordure d'or chargée de huit écussons d'azur. |
| Blason de Aubenas | Détails | Le statut officiel du blason reste à déterminer. |

| Blason de Aubignas | Blason  | Parti : au 1er d'azur à la fasce d'or haussée à dextre et remplie de gueules de trois pièces en pal, au 2e d'argent à l'oriflamme d'azur emmanché de sable et soutenu de cinq mouchetures d'hermines du même ordonnées 3 et 2. |
| Blason de Aubignas | Détails | La partie remplie de gueules de trois pièces en pal est totalement fautive et incompréhensive. Le statut officiel du blason reste à déterminer.                                                                                |

Pas d'information pour les communes suivantes : Accons, Ailhon, Aizac, Ajoux, Albon-d'Ardèche, Alissas, Andance, Antraigues-sur-Volane, Ardoix, Arlebosc, Arras-sur-Rhône, Asperjoc, Les Assions, Astet
- Haut – A
- B
- C
- D
- E
- F
- G
- H
- I
- J
- K
- L
- M
- N
- O
- P
- Q
- R
- S
- T
- U
- V
- W
- X
- Y
- Z

## B
| Blason de Balazuc | Blason  | Palé d'argent et de sable, au chef de gueules, chargé de trois étoiles d'or. |
| Blason de Balazuc | Détails | Le statut officiel du blason reste à déterminer.                             |

| Blason de Banne | Blason  | Coupé : au 1er parti au I d’azur à la demi-ramure d'or posée en bande, au II d'azur à l'arbre arraché d'or à quatre branches passées en deux redortes concentriques, au 2e d'or à l'inscription « BANNE » de sable. |
| Blason de Banne | Détails | Le statut officiel du blason reste à déterminer. |

| Blason de Barnas | Blason  | Tranché : au 1er, une branche posée en pal et adextrée en chef de trois pommes, au 2e une montagne de deux coupeaux mouvant d’une champagne chargée d’une jumelle ondée et à un chef ondé, une bande chargée de six besants ou tourteaux, brochant sur le tranché. |
| Blason de Barnas | Détails | Le statut officiel du blason reste à déterminer. |

| Blason de Beaulieu | Blason  | D'hermines, à la fasce losangée d'argent et d'azur. |
| Blason de Beaulieu | Détails | Le statut officiel du blason reste à déterminer.    |

| Blason de Berrias-et-Casteljau | Blason  | D'argent, à la fasce losangée d'argent et d'azur. |
| Blason de Berrias-et-Casteljau | Détails | Le statut officiel du blason reste à déterminer.  |

| Blason de Borne | Blason  | D'or, à l'ours rampant de sable, armé et lampassé de gueules, |
| Blason de Borne | Détails | Conflit héraldique : l’ours est dit armé de gueules, il a des griffes noires. Omission : il n’est pas dit allumé du champ. Le statut officiel du blason reste à déterminer. |

| Blason de Boulieu-lès-Annonay | Blason  | De gueules à la ville close d'un mur d'or, le tout ouvert de sable, au chef cousu d'azur chargé de trois abeilles aussi d'or. |
| Blason de Boulieu-lès-Annonay | Détails | Le statut officiel du blason reste à déterminer.                                                                              |

| Blason de Bourg-Saint-Andéol | Blason  | De gueules aux trois bourdons d'argent posés en pal et rangés en fasce, au chef cousu d'azur chargé d'un badelaire d'argent garni d'or. |
| Blason de Bourg-Saint-Andéol | Détails | Le statut officiel du blason reste à déterminer.                                                                                        |

| Blason de Burzet | Blason  | Écartelé : au 1er et au 4e d'argent au murier sauvage arraché de sinople, aux deux fasces de gueules brochant sur le tout, au 2e d'or à l'aigle bicéphale d'argent° soutenue d'un soleil non figuré de gueules, au 3e d'azur au rocher d'argent mouvant de la pointe et du flanc dextre, sommé d'une tour d'or ouverte et ajourée de sable. |
| Blason de Burzet | Détails | * Il y a là non-respect de la règle de contrariété des couleurs : ces armes sont fautives (argent sur or). Le statut officiel du blason reste à déterminer. |

Pas d'information pour les communes suivantes : Baix, Le Béage, Beauchastel, Beaumont (Ardèche), Beauvène, Berzème, Bessas, Bidon (Ardèche), Boffres, Bogy, Borée (Ardèche), Boucieu-le-Roi, Bozas, Brossainc
- Haut – A
- B
- C
- D
- E
- F
- G
- H
- I
- J
- K
- L
- M
- N
- O
- P
- Q
- R
- S
- T
- U
- V
- W
- X
- Y
- Z

## C
| Blason de Chalencon | Blason  | D'azur à six besants d'argent, au chef d'or plain. |
| Blason de Chalencon | Détails | Le statut officiel du blason reste à déterminer.   |

| Blason de Chambonas | Blason  | D'azur à trois lévriers d’argent courant l'un au-dessus de l'autre. |
| Blason de Chambonas | Détails | Le statut officiel du blason reste à déterminer.                    |

| Blason de Charmes-sur-Rhône | Blason  | De sinople au chevron losangé d'or et de sable.  |
| Blason de Charmes-sur-Rhône | Détails | Le statut officiel du blason reste à déterminer. |

| Blason de Cheylard (Le) | Blason  | De gueules à l'aigle bicéphale d'or.             |
| Blason de Cheylard (Le) | Détails | Le statut officiel du blason reste à déterminer. |

| Blason de Chomérac | Blason  | D'argent au lion de gueules.                     |
| Blason de Chomérac | Détails | Le statut officiel du blason reste à déterminer. |

| Blason de Cornas | Blason  | D'or à la grappe de raisin de pourpre feuillée de sinople et posée en barre. |
| Blason de Cornas | Détails | Le statut officiel du blason reste à déterminer.                             |

| Blason de Coucouron | Blason  | D'or au lion couronné de vair.                   |
| Blason de Coucouron | Détails | Le statut officiel du blason reste à déterminer. |

| Blason de Cros-de-Géorand | Blason  | D'azur à trois têtes de lion arrachées et couronnées d'or, lampassées d'argent.                                                                 |
| Blason de Cros-de-Géorand | Détails | Blason modifié de la famille De Géorand qui portait : D'azur à trois têtes de lion arrachées et couronnées d'or, lampassées de gueules. Adopté. |

Pas d'information pour les communes suivantes : Cellier-du-Luc, Le Chambon, Champagne (Ardèche), Champis, Chandolas, Chanéac, Charnas, Chassiers, Châteaubourg (Ardèche), Châteauneuf-de-Vernoux, Chauzon, Chazeaux, Cheminas, Chirols, Colombier-le-Cardinal, Colombier-le-Jeune, Colombier-le-Vieux, Coux (Ardèche), Le Crestet, Creysseilles, Cruas

- Haut – A
- B
- C
- D
- E
- F
- G
- H
- I
- J
- K
- L
- M
- N
- O
- P
- Q
- R
- S
- T
- U
- V
- W
- X
- Y
- Z

## D
| Blason de Davézieux | Blason  | D'azur au sautoir estré d'argent, à la montgolfière de huit panneaux de gueules et d'or, d'où s'échappe une nuée aussi d'argent, le tout brochant sur le sautoir et surmontée d'une fleur de lys aussi d'or, à une feuille de papier vélin d'argent à dextre et à une gerbe de blé d'or à senestre, brochant toutes deux sur la montgolfière. |
| Blason de Davézieux | Détails | Le statut officiel du blason reste à déterminer. |

Pas d'information pour les communes suivantes : Darbres, Désaignes, Devesset, Dompnac, Dornas, Dunière-sur-Eyrieux
- Haut – A
- B
- C
- D
- E
- F
- G
- H
- I
- J
- K
- L
- M
- N
- O
- P
- Q
- R
- S
- T
- U
- V
- W
- X
- Y
- Z

## E
| Blason de Empurany | Blason  | Coupé ondé : au 1er parti, au I de sinople à la faucille d'argent emmanchée d'or et posée en barre, au II de gueules au griffon d'or, au 2e d'azur au vol d'argent. |
| Blason de Empurany | Détails | adopté en 2018. Auteur(s)J.-F. Binon |

Pas d'information pour les communes suivantes : Eclassan, Étables
- Haut – A
- B
- C
- D
- E
- F
- G
- H
- I
- J
- K
- L
- M
- N
- O
- P
- Q
- R
- S
- T
- U
- V
- W
- X
- Y
- Z

## F
| Blason de Faugères | Blason  | D'azur au clocher-mur du lieu d'or, ajouré de quatre baies du champ, mouvant de la pointe, adextré à la base du clocher d'une bogue de châtaignier feuillée de deux pièces de gueules et à la plante de fougère du même brochant en pointe. |
| Blason de Faugères | Détails | Armes parlantes (Faugères = fougères). Le statut officiel du blason reste à déterminer. |

| Blason de Félines | Blason  | De sinople au chevron losangé d'argent et de sinople. |
| Blason de Félines | Détails | Le statut officiel du blason reste à déterminer.      |

Pas d'information pour les communes suivantes : Fabras, Flaviac, Fons (Ardèche), Freyssenet
- Haut – A
- B
- C
- D
- E
- F
- G
- H
- I
- J
- K
- L
- M
- N
- O
- P
- Q
- R
- S
- T
- U
- V
- W
- X
- Y
- Z

## G
| Blason de Gravières | Blason  | D'argent, à la fasce losangée d'argent et de gueules. |
| Blason de Gravières | Détails | Le statut officiel du blason reste à déterminer.      |

| Blason de Grospierres | Blason  | D'azur, au mont de trois coupeaux d'argent, celui du milieu chargé d'une fusée couchée du champ et sommé d'une tour d'argent maçonnée de sable, au chef cousu de gueules chargé de deux clés d'or passées en sautoir. |
| Blason de Grospierres | Détails | Le statut officiel du blason reste à déterminer. |

| Blason de Guilherand-Granges | Blason  | D'or à deux lettres capitales G adossées et enlacées de sinople. |
| Blason de Guilherand-Granges | Détails | Le statut officiel du blason reste à déterminer.                 |

Pas d'information pour les communes suivantes : Genestelle, Gilhac-et-Bruzac, Gilhoc-sur-Ormèze, Gluiras, Glun, Gourdon (Ardèche), Gras (Ardèche)
- Haut – A
- B
- C
- D
- E
- F
- G
- H
- I
- J
- K
- L
- M
- N
- O
- P
- Q
- R
- S
- T
- U
- V
- W
- X
- Y
- Z

## I
| Blason de Issarlès | Blason  | Coupé : au 1er parti au I d’argent au dauphin de gueules barbé, crêté, lorré, oreillé et peautré d’azur, au II d’argent à deux sapins coupés de sinople, au 2e d’azur à deux montagnes de sinople mouvant d’une champagne ondée d’azur chargée de deux burelles ondées d’argent, au voilier d’argent voguant sur ladite mer et brochant sur les montagnes. |
| Blason de Issarlès | Détails | Le statut officiel du blason reste à déterminer. |

Pas d'information pour les communes suivantes : Intres, Issamoulenc, Issanlas
- Haut – A
- B
- C
- D
- E
- F
- G
- H
- I
- J
- K
- L
- M
- N
- O
- P
- Q
- R
- S
- T
- U
- V
- W
- X
- Y
- Z

## J
| Blason de Jaujac | Blason  | D'azur à deux lévriers rampants et affrontés d'or. |
| Blason de Jaujac | Détails | Le statut officiel du blason reste à déterminer.   |

| Blason de Joannas | Blason  | De gueules au sautoir d'or cantonné de quatre fleurs de lys du même. |
| Blason de Joannas | Détails | Le statut officiel du blason reste à déterminer.                     |

| Blason de Joyeuse | Blason  | Palé d'or et d'azur, au chef de gueules chargé de trois hydres à sept têtes aussi d'or,. |
| Blason de Joyeuse | Détails | Le statut officiel du blason reste à déterminer.                                         |

Pas d'information pour les communes suivantes : Jaunac, Juvinas
- Haut – A
- B
- C
- D
- E
- F
- G
- H
- I
- J
- K
- L
- M
- N
- O
- P
- Q
- R
- S
- T
- U
- V
- W
- X
- Y
- Z

## L
| Blason de Labeaume | Blason  | D'argent, aux trois pals de sable, au chef cousu d'azur chargé d'un soleil accosté d'une hamaide ondée à dextre et d’un dolmen à senestre, le tout d'or. |
| Blason de Labeaume | Détails | Le statut officiel du blason reste à déterminer. |

| Blason de Lalouvesc | Blason  | D'argent au chef d'azur chargé d'une fleur de lys d'or. |
| Blason de Lalouvesc | Détails | Le statut officiel du blason reste à déterminer.        |

| Blason de Lamastre | Blason  | De gueules à l'aigle d'argent accompagnée de huit fleurs de lys du même ordonnées en orle. |
| Blason de Lamastre | Détails | Le statut officiel du blason reste à déterminer.                                           |

| Blason de Largentière | Blason  | D'azur au château d'argent ouvert de sable, flanqué de deux échauguettes couvertes et sommé d'une tour crénelée, girouettée du même, le tout maçonné et ajouré de sable. |
| Blason de Largentière | Détails | Armes parlantes. (argent) Le statut officiel du blason reste à déterminer.                                                                                               |

| Blason de Larnas | Blason  | De gueules (d'argent) à l'épée d'or (de sable), à la champagne échiquetée d'or et d'azur (de gueules et d’argent) de trois tires. |
| Blason de Larnas | Détails | Le statut officiel du blason reste à déterminer.                                                                                  |

| Blason de Laurac-en-Vivarais | Blason  | Écartelé : au 1er d'azur aux lettres capitales L et V d'or rangées en bande, au 2e d'azur à l'amphore au naturel versée en barre, au 3e d'azur à la châtaigne dans sa bogue et feuillée au naturel, au 4e d'azur au chapeau de gendarme de sable posé en barre, le tout enfermé dans une bordure d'or chargée de huit écussons d'azur. |
| Blason de Laurac-en-Vivarais | Détails | Omission : un filet d’eau du champ coule de l’amphore. Le statut officiel du blason reste à déterminer. |

| Blason de Lavilledieu | Blason  | Tiercé en pairle renversé : au 1er de sable à la grappe de raisin d'argent tigée et feuillée de gueules, au 2e de sinople à la clef d'argent posée en bande, au 3e d'azur à la crosse abbatiale d'argent et au chapelet brochant du même en orle,. |
| Blason de Lavilledieu | Détails | Le statut officiel du blason reste à déterminer. |

| Blason de Lespéron | Blason  | Tiercé en pairle renversé : au 1er de gueules à une vielle d'or posée en barre, au 2e de sinople au clocher-mur du lieu d'or, ajouré de sable et ouvert de quatre arcades du champ, chacune campanée d'argent, au 3e d'azur à trois fasces ondées d'argent. |
| Blason de Lespéron | Détails | du 07 :Site Internet de la commune, 2021. Auteur(s)J.-F. Binon |

| Blason de Limony | Blason  | De sinople au chevron losangé d'or et de sinople. |
| Blason de Limony | Détails | Le statut officiel du blason reste à déterminer.  |

Pas d'information pour les communes suivantes : Labastide-de-Virac, Labastide-sur-Bésorgues, Labatie-d'Andaure, Labégude, Lablachère, Laboule, Le Lac-d'Issarlès, Lachamp-Raphaël, Lachapelle-Graillouse, Lachapelle-sous-Aubenas, Lachapelle-sous-Chanéac, Lafarre (Ardèche), Lagorce (Ardèche), Lalevade-d'Ardèche, Lanarce, Lanas, Laval-d'Aurelle, Laveyrune, Lavillatte, Laviolle, Lemps (Ardèche), Lentillères, Loubaresse (Ardèche), Lussas, Lyas
- Haut – A
- B
- C
- D
- E
- F
- G
- H
- I
- J
- K
- L
- M
- N
- O
- P
- Q
- R
- S
- T
- U
- V
- W
- X
- Y
- Z

## M
| Blason de Mayres | Blason  | De gueules à la branche de rosier d'or mouvant de la pointe, fleurie en chef d'une pièce d'argent, accostée de deux lions affrontés du même, au chef cousu d'azur chargé de trois croisettes d'or. |
| Blason de Mayres | Détails | Le statut officiel du blason reste à déterminer. |

| Blason de Meyras | Blason  | D'azur au lion d'or à la queue léopardée, lampassé de gueules, à la crinière du même, surmonté de trois étoiles aussi d'or rangées en chef. |
| Blason de Meyras | Détails | Le statut officiel du blason reste à déterminer.                                                                                            |

| Blason de Montpezat-sous-Bauzon | Blason  | D'azur à la montagne d'argent, au chef d'or chargé de trois roses de gueules boutonnées d'or. |
| Blason de Montpezat-sous-Bauzon | Détails | Le statut officiel du blason reste à déterminer.                                              |

| Blason de Montréal | Blason  | Parti : au 1er d'argent à trois pals de sable, au chef de gueules chargé de deux étoiles d'or, au 2e coupé au I d'azur au griffon d'or posé en bande, au II palé d'or et de gueules. |
| Blason de Montréal | Détails | Le statut officiel du blason reste à déterminer. |

Pas d'information pour les communes suivantes : Malarce-sur-la-Thines, Malbosc, Marcols-les-Eaux, Mariac, Mars (Ardèche) , Mauves, Mazan-l'Abbaye, Mercuer, Meysse, Mézilhac, Mirabel (Ardèche) , Monestier (Ardèche) , Montselgues
- Haut – A
- B
- C
- D
- E
- F
- G
- H
- I
- J
- K
- L
- M
- N
- O
- P
- Q
- R
- S
- T
- U
- V
- W
- X
- Y
- Z

## N
Pas d'information pour les communes suivantes : Nonières, Nozières (Ardèche)

## O
| Blason de Orgnac-l'Aven | Blason  | De vair, au pal losangé de sable et d'or.        |
| Blason de Orgnac-l'Aven | Détails | Le statut officiel du blason reste à déterminer. |

Pas d'information pour les communes suivantes : Les Ollières-sur-Eyrieux, Ozon (Ardèche)
- Haut – A
- B
- C
- D
- E
- F
- G
- H
- I
- J
- K
- L
- M
- N
- O
- P
- Q
- R
- S
- T
- U
- V
- W
- X
- Y
- Z

## P
| Blason de Peyraud | Blason  | De sinople au chevron losangé d'argent et de sable. |
| Blason de Peyraud | Détails | Le statut officiel du blason reste à déterminer.    |

| Blason de Pouzin (Le) | Blason  | Parti : au 1er d'or au dauphin de gueules, au 2e d'azur au poussin d'or.    |
| Blason de Pouzin (Le) | Détails | Armes parlantes. (poussin) Le statut officiel du blason reste à déterminer. |

| Blason de Privas | Blason  | D'argent au chêne terrassé de sinople, englanté d'or, au chef d'azur chargé de trois fleurs de lys d'or.            |
| Blason de Privas | Détails | Devise : « Détruite par la violence, son énergie l'a ressuscitée » Le statut officiel du blason reste à déterminer. |

Pas d'information pour les communes suivantes : Pailharès, Payzac (Ardèche) , Peaugres, Péreyres, Le Plagnal, Planzolles, Plats, Pont-de-Labeaume, Pourchères, Prades (Ardèche), Pradons, Pranles, Préaux (Ardèche) , Prunet (Ardèche) 
- Haut – A
- B
- C
- D
- E
- F
- G
- H
- I
- J
- K
- L
- M
- N
- O
- P
- Q
- R
- S
- T
- U
- V
- W
- X
- Y
- Z

## Q
Pas d'information pour les communes suivantes : Quintenas

## R
| Blason de Rochemaure | Blason  | D'argent à trois rocs d'échiquier de sable, au chef d'azur chargé de trois fleurs de lis d'or. |
| Blason de Rochemaure | Détails | Armes parlantes. (rocs) Le statut officiel du blason reste à déterminer.                       |

| Blason de Ruoms | Blason  | De gueules aux deux clefs renversées d'or, passées en sautoir et liées d'un ruban d'azur. |
| Blason de Ruoms | Détails | Le statut officiel du blason reste à déterminer.                                          |

Pas d'information pour les communes suivantes : Ribes (Ardèche) , Rochecolombe, Rochepaule, Rocher (Ardèche) , Rochessauve, La Rochette (Ardèche) , Rocles (Ardèche) , Roiffieux, Rompon, Rosières (Ardèche) , Le Roux (Ardèche)
- Haut – A
- B
- C
- D
- E
- F
- G
- H
- I
- J
- K
- L
- M
- N
- O
- P
- Q
- R
- S
- T
- U
- V
- W
- X
- Y
- Z

## S
| Blason de Saint-Agrève | Blason  | De gueules à la tour d'argent, ouverte, ajourée et maçonnée de sable, surmontée d'une couronne murale de trois tours d'or. |
| Blason de Saint-Agrève | Détails | Le statut officiel du blason reste à déterminer.                                                                           |

| Blason de Saint-Barthélemy-Grozon | Blason  | Tiercé en pairle renversé : au 1er de gueules à deux anneaux d'or entrelacés en barre, au 2e d'or à une branche de châtaignier de sinople fruitée du champ, au 3e d'azur à la fasce ondée d'argent. |
| Blason de Saint-Barthélemy-Grozon | Détails | Blason sur le site de la commune, 2021. Auteur(s)J.-F. Binon |

| Blason de Saint-Didier-sous-Aubenas | Blason  | D'azur à la fasce de gueules chargée de trois coquilles d'argent et accompagnée en chef d'une croisette d'or et en pointe d'un pélican du même. |
| Blason de Saint-Didier-sous-Aubenas | Détails | Blason de la famille de Valeton. Le statut officiel du blason reste à déterminer.                                                               |

| Blason de Saint-Étienne-de-Boulogne | Blason  | De gueules à la bande d'or chargée d'une fouine d'azur. |
| Blason de Saint-Étienne-de-Boulogne | Détails | Le statut officiel du blason reste à déterminer.        |

| Blason de Saint-Étienne-de-Lugdarès | Blason  | D'azur à la crosse d'or, au chef d'or chargé d'une palme de sinople posée en fasce. |
| Blason de Saint-Étienne-de-Lugdarès | Détails | Le statut officiel du blason reste à déterminer.                                    |

| Blason de Saint-Félicien | Blason  | De gueules à la croix tréflée d'or, au chef d'argent chargé d'une palme contournée en fasce de sinople. |
| Blason de Saint-Félicien | Détails | Le statut officiel du blason reste à déterminer.                                                        |

| Blason de Saint-Georges-les-Bains | Blason  | Tranché : d'or et de gueules, l'or chargé de saint Georges à cheval d'argent tuant le dragon du même chargeant le gueules avec une lance de sable posée en barre et brochante, le cavalier accompagné en chef d'une croix cléchée, pommetée de douze pièces et vidée de gueules, le tout enfermé dans une bordure d'azur, réduite en flancs et en pointe, chargée en chef de trois fleurs de lis d'or, au listel d'azur chargé de la devise de la commune d'or, brochant sur le tout en pointe senestre. Devise / CriLo coratge se manca pas (Le courage ne manque pas). |
| Blason de Saint-Georges-les-Bains | Détails | Armes parlantes. (Saint-Georges) Adopté le 25 juillet 1978. |

| Blason de Saint-Jacques-d'Atticieux | Blason  | De sinople au chevron losangé d'argent et de gueules. |
| Blason de Saint-Jacques-d'Atticieux | Détails | Le statut officiel du blason reste à déterminer.      |

| Blason de Saint-Jean-de-Muzols | Blason  | D'azur à trois tours d'argent.                   |
| Blason de Saint-Jean-de-Muzols | Détails | Le statut officiel du blason reste à déterminer. |

| Blason de Saint-Julien-du-Serre | Blason  | Parti de trois coupé d'un : au 1er fascé de gueules et d'argent de huit pièces, au 2e d'azur semé de fleurs de lys d'or au lambel de gueules, au 3e d'argent à la croix potencée d'or cantonnée de quatre croisettes de même, au 4e d'or à quatre pals de gueules, au 5e d'azur semé de fleurs de lys d'or à la bordure de gueules, au 6e d'azur au lion contourné d'or, armé, lampassé et couronné de gueules, au 7e d'or au lion de sable, armé et lampassé de gueules, au 8e d'azur semé de croisettes recroisetées au pied fiché d'or à deux bars adossés de même, sur le tout, d'or à la bande de gueules chargée de trois alérions d'argent. |
| Blason de Saint-Julien-du-Serre | Détails | Grandes armes du duché de Lorraine. Adopté. |

| Blason de Saint-Just-d'Ardèche | Blason  | Parti : au 1er d'azur à trois rocs d'échiquier d'argent, au 2e d'azur au demi-vol d'argent, le tout sommé d'un chef de gueules chargé d'une croix cléchée, pommetée de douze pièces et vidée d'or, accostée à dextre de la lettre capitale S, à senestre, de la lettre capitale J, toutes deux du même. |
| Blason de Saint-Just-d'Ardèche | Détails | Adopté le 9 avril 2019. |

| Blason de Saint-Lager-Bressac | Blason  | D'azur au saule arraché d'argent, au chef d'argent chargé de trois flanchis de gueules. Devise / CriArdéchois, cœur fidèle. |
| Blason de Saint-Lager-Bressac | Détails | Blason de la famille de Fabrias. Adopté le 29 juillet 2014.                                                                 |

| Blason de Saint-Laurent-les-Bains | Blason  | D'azur au chevron d'or accompagné en chef de deux étoiles du même et en pointe d'un croissant d'argent. |
| Blason de Saint-Laurent-les-Bains | Détails | Le statut officiel du blason reste à déterminer.                                                        |

| Blason de Saint-Martin-de-Valamas | Blason  | De gueules à l'agneau pascal d'argent, au chef d'or chargé de trois pommes de pin de sinople. |
| Blason de Saint-Martin-de-Valamas | Détails | Le statut officiel du blason reste à déterminer.                                              |

| Blason de Saint-Montan | Blason  | Tiercé en barre : au 1er d'argent à la croisette de gueules, au 2e d'azur au mur de ville crénelé d'or mouvant de la pointe, donjonné d'une tour du même à senestre et accompagné d'un demi-vol d'argent en chef senestre, au 3e d'argent à la branche d'olivier de sinople posée en barre et à la grappe de raisin de gueules brochant en bande. |
| Blason de Saint-Montan | Détails | Le statut officiel du blason reste à déterminer. |

| Blason de Saint-Péray | Blason  | Parti : au 1er fascé d'or et de sinople qui est de Crussol, au 2e d'azur à deux clefs d'or passées en sautoir. |
| Blason de Saint-Péray | Détails | Le statut officiel du blason reste à déterminer.                                                               |

| Blason de Saint-Pierreville | Blason  | D'azur à deux clés d'or passées en sautoir, les pannetons affrontés.                     |
| Blason de Saint-Pierreville | Détails | Armes parlantes. (clés de Saint-Pierre) Le statut officiel du blason reste à déterminer. |

| Blason de Saint-Remèze | Blason  | D'azur à saint Rémi de carnation debout et de profil, vêtu pontificalement d'argent et d'or. |
| Blason de Saint-Remèze | Détails | Le statut officiel du blason reste à déterminer.                                             |

| Blason de Saint-Sauveur-de-Montagut | Blason  | De gueules à la tour d'argent, donjonnée et sommée d'une tourelle du même, ouverte et ajourée du champ. |
| Blason de Saint-Sauveur-de-Montagut | Détails | Adopté.                                                                                                 |

| Blason de Saint-Vincent-de-Barrès | Blason  | D'azur au lion d'or, au chef d'argent chargé de cinq mouchetures d'hermines de sable. |
| Blason de Saint-Vincent-de-Barrès | Détails | Adopté.                                                                               |

| Blason de Salavas | Blason  | Coupé : au 1er de gueules à l'épée d'argent, au 2e échiqueté d’argent et de sable de trois tires. |
| Blason de Salavas | Détails | Le statut officiel du blason reste à déterminer.                                                  |

| Blason de Sampzon | Blason  | Tiercé en pairle renversé : au 1er de gueules à la tour d'argent, maçonnée de sable, ouverte et ajourée du champ, au 2e d'or à l'épée basse de sable, au 3e d'azur au poisson d'argent. |
| Blason de Sampzon | Détails | La tour évoque l'ancien château, l'épée représente saint Martin, patron de la paroisse et le poisson symbolise l'Ardèche. adopté en 2010. Auteur(s)J.-F. Binon                          |

| Blason de Sarras | Blason  | De gueules au pont alésé d'or en chef soutenu à dextre d'une grappe de raisin au naturel feuillée de deux pièces d'or et à senestre d'un abricot d'or, à la champagne d'azur haussée à senestre et chargée de trois poissons au naturel brochant perpendiculairement sur une tierce alésée ondée d'argent posée dans le sens de la partition. |
| Blason de Sarras | Détails | Adopté. |

| Blason de Satillieu | Blason  | D'azur à la bande enfilant trois couronnes et accompagnée de deux fleurs de lys, le tout d'or. |
| Blason de Satillieu | Détails | Le statut officiel du blason reste à déterminer.                                               |

| Blason de Sécheras | Blason  | Tiercé en pairle renversé : au 1er de gueules au griffon d'argent, au 2e d'or à la grappe de raisin de pourpre, tigée et feuillée au naturel, au 3e d'azur au soleil d'or. |
| Blason de Sécheras | Détails | Blason sur l'application Facebook de la commune, 2023 Auteur(s)J.-F. Binon                                                                                                 |

| Blason de Serrières | Blason  | D'azur semé de fleurs de lys d'or, à la gerbe de blé du même. Devise / CriPlus est en nous.                                   |
| Blason de Serrières | Détails | Adopté sous la Révolution. |
| Blason de Serrières | Alias   | D'hermine au chevron losangé d'or et d'azur. Blason attribué par Charles d'Hozier dans l'Armorial général de France, en 1696. |

Pas d'information pour les communes suivantes : Sablières, Sagnes-et-Goudoulet, Saint-Alban-Auriolles, Saint-Alban-d'Ay, Saint-Alban-en-Montagne, Saint-Andéol-de-Berg, Saint-Andéol-de-Fourchades, Saint-Andéol-de-Vals, Saint-André-de-Cruzières, Saint-André-en-Vivarais, Saint-André-Lachamp, Saint-Apollinaire-de-Rias, Saint-Barthélemy-le-Meil, Saint-Barthélemy-le-Plain, Saint-Basile (Ardèche), Saint-Bauzile (Ardèche), Saint-Christol (Ardèche), Saint-Cierge-la-Serre, Saint-Cierge-sous-le-Cheylard, Saint-Cirgues-de-Prades, Saint-Cirgues-en-Montagne, Saint-Clair (Ardèche), Saint-Clément (Ardèche), Saint-Cyr (Ardèche), Saint-Désirat, Saint-Étienne-de-Fontbellon, Saint-Étienne-de-Serre, Saint-Étienne-de-Valoux, Saint-Fortunat-sur-Eyrieux, Saint-Genest-de-Beauzon, Saint-Genest-Lachamp, Saint-Germain (Ardèche), Saint-Gineis-en-Coiron, Saint-Jean-Chambre, Saint-Jean-le-Centenier, Saint-Jean-Roure, Saint-Jeure-d'Andaure, Saint-Jeure-d'Ay, Saint-Joseph-des-Bancs, Saint-Julien-Boutières, Saint-Julien-du-Gua, Saint-Julien-du-Serre, Saint-Julien-en-Saint-Alban, Saint-Julien-Labrousse, Saint-Julien-le-Roux, Saint-Julien-Vocance, Saint-Laurent-du-Pape, Saint-Laurent-sous-Coiron, Saint-Marcel-d'Ardèche, Saint-Marcel-lès-Annonay, Saint-Martial (Ardèche), Saint-Martin-d'Ardèche, Saint-Martin-sur-Lavezon, Saint-Maurice-d'Ardèche, Saint-Maurice-d'Ibie, Saint-Maurice-en-Chalencon, Saint-Mélany, Saint-Michel-d'Aurance, Saint-Michel-de-Boulogne, Saint-Michel-de-Chabrillanoux, Saint-Paul-le-Jeune, Saint-Pierre-de-Colombier, Saint-Pierre-la-Roche, Saint-Pierre-Saint-Jean, Saint-Pierre-sur-Doux, Saint-Pons (Ardèche), Saint-Priest (Ardèche), Saint-Privat (Ardèche), Saint-Prix (Ardèche), Saint-Romain-d'Ay, Saint-Romain-de-Lerps, Saint-Sauveur-de-Cruzières, Saint-Sernin (Ardèche), Saint-Sylvestre (Ardèche), Saint-Symphorien-de-Mahun, Saint-Symphorien-sous-Chomérac, Saint-Thomé, Saint-Victor (Ardèche), Saint-Vincent-de-Durfort, Sainte-Eulalie (Ardèche), Sainte-Marguerite-Lafigère, Les Salelles (Ardèche), Sampzon, Sanilhac, Savas, Sceautres, Silhac, La Souche, Soyons
- Haut – A
- B
- C
- D
- E
- F
- G
- H
- I
- J
- K
- L
- M
- N
- O
- P
- Q
- R
- S
- T
- U
- V
- W
- X
- Y
- Z

## T
| Blason de Tauriers | Blason  | Coupé mi-parti en chef : au 1 d'azur à un foudre d'or, au 2 d'argent à une branche de bruyère de sinople fleurie de pourpre, au 3 de gueules au rencontre de cerf d'or |
| Blason de Tauriers | Détails | Site de l'Annuaire des Collectivités, 2025. Auteur(s)J.-F. Binon |

| Blason de Teil (Le) | Blason  | D'or au tilleul de sinople, au chef d'azur chargé d'une fleur de lys du champ accostée de deux étoiles du même. |
| Blason de Teil (Le) | Détails | Armes parlantes (tilleul). Le statut officiel du blason reste à déterminer.                                     |

| Blason de Thueyts | Blason  | Écartelé : au 1er et au 4e d'argent au cyprès de sinople, au 2e et au 3e parti au I de gueules aux trois bandes d'or et au II d'azur aux trois roses d'or rangées en pal. |
| Blason de Thueyts | Détails | Le statut officiel du blason reste à déterminer. |

| Blason de Tournon-sur-Rhône | Blason  | D'azur à trois tours d'argent ouvertes, ajourées et maçonnées de sable. |
| Blason de Tournon-sur-Rhône | Détails | Armes parlantes. Le statut officiel du blason reste à déterminer.       |

Pas d'information pour les communes suivantes : Talencieux, Thorrenc, Toulaud
- Haut – A
- B
- C
- D
- E
- F
- G
- H
- I
- J
- K
- L
- M
- N
- O
- P
- Q
- R
- S
- T
- U
- V
- W
- X
- Y
- Z

## U
| Blason de Ucel | Blason  | Écartelé : au 1er et 4e d'azur au lion d'or, au 2e et 3e de gueules au besant d'argent. |
| Blason de Ucel | Détails | Adopté.                                                                                 |

Pas d'information pour les communes suivantes : Usclades-et-Rieutord, Uzer (Ardèche)
- Haut – A
- B
- C
- D
- E
- F
- G
- H
- I
- J
- K
- L
- M
- N
- O
- P
- Q
- R
- S
- T
- U
- V
- W
- X
- Y
- Z

## V
| Blason de Valgorge | Blason  | D'azur à saint Martin à cheval partageant son manteau avec un pauvre estropié, le tout d'argent sur une terrasse de sinople. |
| Blason de Valgorge | Détails | Le statut officiel du blason reste à déterminer.                                                                             |

| Blason de Vallon-Pont-d'Arc | Blason  | De gueules à trois rocs d'échiquier d'or.        |
| Blason de Vallon-Pont-d'Arc | Détails | Le statut officiel du blason reste à déterminer. |

| Blason de Vals-les-Bains | Blason  | D'azur à la fontaine de deux étages d'or, jaillissante d'argent. Devise / CriSanté et force.   |
| Blason de Vals-les-Bains | Détails | Armes parlantes. Le statut officiel du blason reste à déterminer.                              |
| Blason de Vals-les-Bains | Alias   | D'argent à la fontaine de deux étages d'or, jaillissante d'azur (sur une terrasse de sinople). |

| Blason de Vans (Les) | Blason  | D'azur au soleil d'or à la bordure cousue de sinople chargée de neuf fleurs de lys aussi d'or. |
| Blason de Vans (Les) | Détails | Le statut officiel du blason reste à déterminer.                                               |
| Blason de Vans (Les) | Alias   | D'azur au soleil d'or.                                                                         |

| Blason de Vernon | Blason  | D'azur au château d'or ouvert et ajouré du champ, hersé de sable, accosté de trois étoiles d'or une en chef et deux aux flancs. |
| Blason de Vernon | Détails | Le statut officiel du blason reste à déterminer.                                                                                |

| Blason de Vernoux-en-Vivarais | Blason  | D'azur à la ruche d'argent, sur une terrasse isolée de sinople et entourée d'abeilles d'argent volantes en nombre.                                    |
| Blason de Vernoux-en-Vivarais | Détails | Devise : Verno semper verna (la devise est parfois placée sur l'écu, en arc de cercle sous la ruche) Le statut officiel du blason reste à déterminer. |
| Blason de Vernoux-en-Vivarais | Alias   | De gueules à la tour d'argent, à trois étoiles de même, rangées en chef.                                                                              |

| Blason de Villeneuve-de-Berg | Blason  | Parti : au 1er d'azur aux trois fleurs de lys d'or, au 2e d'azur à la crosse contournée d'or.                                                                 |
| Blason de Villeneuve-de-Berg | Détails | Conflit héraldique : le blasonnement mentionne trois fleurs de lys ; la représentation n’en montre que deux. Le statut officiel du blason reste à déterminer. |

| Blason de Vinzieux | Blason  | De sinople au chevron losangé d'argent et d'azur. |
| Blason de Vinzieux | Détails | Le statut officiel du blason reste à déterminer.  |

| Blason de Viviers | Blason  | D'azur aux trois fleurs de lys d'or, au chef d'argent chargé de deux lettres W capitales de gueules.                                                          |
| Blason de Viviers | Détails | Conflit héraldique : le blasonnement mentionne trois fleurs de lys ; la représentation n’en montre que deux. Le statut officiel du blason reste à déterminer. |

| Blason de Vocance | Blason  | Tiercé en pal : au 1er de gueules à trois abeilles d'or rangées en pal, au 2e d'azur à deux fleurs de lys d'or, l'une au-dessus de l'autre, à l'écusson de gueules chargé d'une ville fortifiée d'or, brochant en cœur, au 3e de gueules au mûrier au naturel surmonté de deux cocons de ver à soie d'or, posés en fasces, l'un au-dessus de l'autre. |
| Blason de Vocance | Détails | Adopté. |

| Blason de Vogüé | Blason  | D'azur à un coq d'or, crêté et barbé de gueules. |
| Blason de Vogüé | Détails | Le statut officiel du blason reste à déterminer. |

| Blason de Voulte-sur-Rhône (La) | Blason  | Parti : au 1er d'argent au lion à la queue léopardée de gueules, au 2e mi-parti échiqueté d'or et de gueules.                                                                |
| Blason de Voulte-sur-Rhône (La) | Détails | Le statut officiel du blason reste à déterminer. |
| Blason de Voulte-sur-Rhône (La) | Alias   | Écartelé : aux 1 et 4 d'or à trois chevrons de sable (qui est de Levis), aux 2 et 3 échiquetés d'or et de gueules (qui est de Ventadour), sur le tout de sable au lion d'or. |

Pas d'information pour les communes suivantes : Vagnas, Valvignères, Vanosc, Vaudevant, Vernosc-lès-Annonay, Vesseaux, Veyras (Ardèche) , Villevocance, Vinezac, Vion (Ardèche) 